# Blomsjöpung
Blomsjöpung (Botryllus schlosseri) är en sjöpungsart som först beskrevs av Peter Simon Pallas 1766.  Blomsjöpung ingår i släktet Botryllus och familjen Styelidae. Arten är reproducerande i Sverige. Inga underarter finns listade.

## Bildgalleri

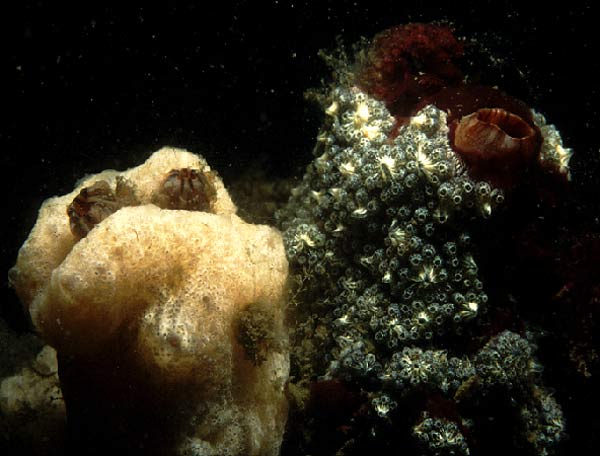